# Goshen (Massachusetts)
Goshen est une ville américaine située dans le comté de Hampshire dans l’État du Massachusetts.
Elle abrite un gisement remarquable d'une variété de béryl incolore, décrite pour la première fois en 1844 et nommée goshénite d'après  la ville.

## Traduction
- (en) Cet article est partiellement ou en totalité issu de l’article de Wikipédia en anglais intitulé « Goshen, Massachusetts » (voir la liste des auteurs).